# Harold Fern
Harold Fern (20. April 1881 – 21. August 1974) war ein britischer Schwimmsportfunktionär. 
Fern amtierte von 1936 bis 1948 als Präsident des Weltschwimmverbands FINA und von 1935 bis 1939 als Präsident des Europäischen Schwimmverbands LEN. Als Generalsekretär des nationalen Dachverbandes Amateur Swimming Association prägte er den englischen Schwimmsport für ein halbes Jahrhundert. 
Fern wurde 1974 in die International Swimming Hall of Fame eingeführt. Der Sitz der Amateur Swimming Association in Loughborough wurde 1973 Harold Fern House benannt.  